# Żony ze Stepford (film 1975)
Żony ze Stepford (org. The Stepford Wives) – horror, thriller science fiction z 1975 roku produkcji USA. Film oparty jest na powieści Iry Levina o tym samym tytule.

## Nagrody
Film w 1976 roku był nominowany do nagrody Golden Scroll (obecnie Saturn) jako najlepszy film science fiction. Katherine Ross za rolę w tym filmie zdobyła nagrodę Golden Scroll dla najlepszej aktorki.

## Sequele
Film doczekał się wielu kontynuacji:
- Revenge of the Stepford Wives (1980), występują m.in. Don Johnson i Sharon Gless
- The Stepford Children (1987), występują m.in. Barbara Eden
- The Stepford Husbands (1996), występują m.in. Donna Mills i Michael Ontkean
- The Stepford Wives (2004) występują m.in. Nicole Kidman i Matthew Broderick

Do filmu często odnoszono się w innych produkcjach kinowych lub serialach:
- 10. odcinek 11. sezonu serialu Świat według Bundych nazywał się The Stepford Peg (Peg ze Stepford).
- 18. odcinek 1. sezonu serialu The Chronicle nosił tytuł The Stepford Cheerleaders (Cheerleaderki ze Stepford).
- 10. odcinek 1. sezonu serialu Homeboys in Outer Space nazywał się A Man's Place is in the Homey, or The Stepford Guys.
- 4. odcinek 2. sezonu serialu Newhart nosił tytuł The Stratford Wives (Żony ze Stratford).